# نوئل سوتارت
نوئل سوتارت (انگلیسی: Noël Soetaert؛ زادهٔ ۲۳ نوامبر ۱۹۴۹) دوچرخه‌سوار اهل بلژیک است.